# 暗黄花豌豆
暗黄花豌豆是豆科豌豆属的一个种，花淡黄色至暗橘色，分布于东爱琴群岛、安纳托利亚、叙利亚、黎巴嫩、约旦、巴勒斯坦、以色列与西奈半岛。